# Kostel svatého Františka Saleského (Paříž)
Kostel svatého Františka Saleského (fr. Église Saint-François-de-Sales) je katolický farní kostel v 17. obvodu v Paříži, v ulici Rue Ampère. Je zasvěcen Františkovi Saleskému.

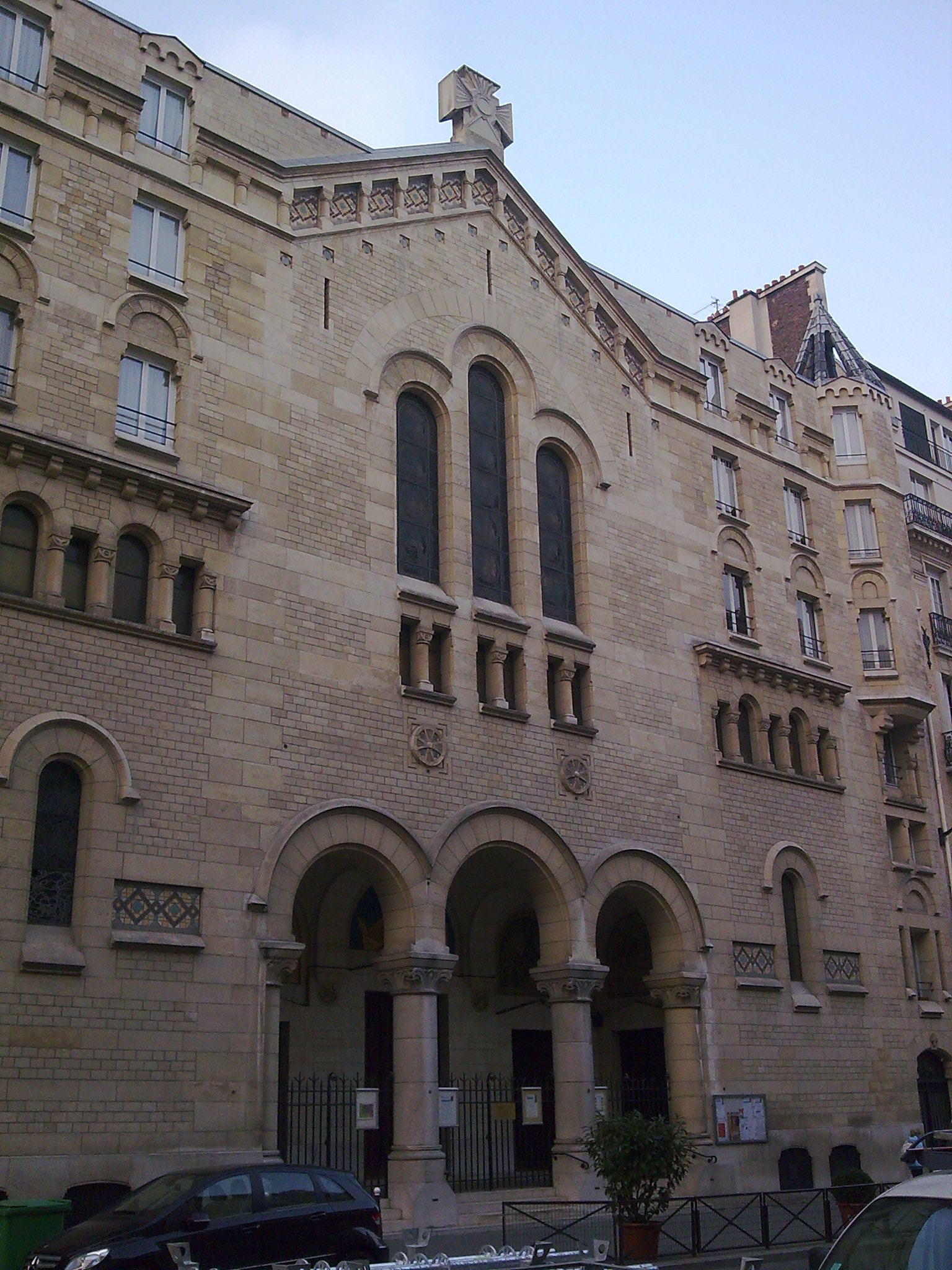
Původní kostel v Rue Brémontier

## Historie
Původní kostel měl svůj vchod v ulici Rue Brémontier č. 6. Kvůli nárůstu počtu obyvatel ve čtvrti Plaine-de-Monceaux na počátku 20. století bylo rozhodnuto o výstavbě nového kostela. Ten byl postaven v letech 1911–1913 se vstupem z ulice Rue Ampère. Dlouhá chodba umožňuje přímý vstup i do bývalého staršího kostela.
Varhany byly v kostele instalovány v roce 1900 a roku 1985 byly restaurovány.